# سحاة
سَحَاة أو نجمي اللحية (الاسم العلمي: Barbastella)، جنس من الخفافيش تتبع فصيلة خفافيش الليل. هناك سبعة أنواع موجودة (حية) في هذا الجنس ونوع واحد معروف فقط من بقايا المستحثات.

## الأنواع
يتكون الجنس من الأنواع التالية:
- سحاة كسول
- سحاة بكين[4]
- سحاة قزويني
- سحاة بكين
- سحاة عربي
- سحاة شرقي
- سحاة المحيط الهادي
- †Barbastella maxima